# Kaplica we Wrąbczynkowskich Holendrach
Kaplica we Wrąbczynkowskich Holendrach – drewniana kaplica katolicka zlokalizowana we wsi Wrąbczynkowskie Holendry, w gminie Pyzdry (powiat wrzesiński). Należy do parafii Świętych Apostołów Piotra i Pawła w Zagórowie.

## Historia
Drewniana kaplica pełniła dawniej rolę kantorówki protestanckiej. Została wybudowana około 1890, służąc miejscowej społeczności ewangelickiej, z której wywodzili się tutejsi Olędrzy. Przez katolików została przejęta w 1950. W 2003 wykonano remont dachu.

## Architektura
Kaplica drewniana, salowa, orientowana, konstrukcji wieńcowej, bez wyodrębnionego prezbiterium. Od strony zachodniej dobudowana jest kruchta. Dach dwuspadowy z małą wieżyczką. Ściany tynkowane od wewnątrz. Wyposażenie kaplicy powojenne.

## Otoczenie
Wokół kościoła drewniana droga krzyżowa. Przy wejściu krzyż i kamień z napisem Ja jestem drogą i prawdą, i życiem, a z drugiej strony kapliczka maryjna.